# Nowi Petriwzi
Nowi Petriwzi (ukrainisch Нові Петрівці, russisch Новые Петровцы Nowyje Petrowzy) ist ein Dorf in der ukrainischen Oblast Kiew mit 7900 Einwohnern (2011).

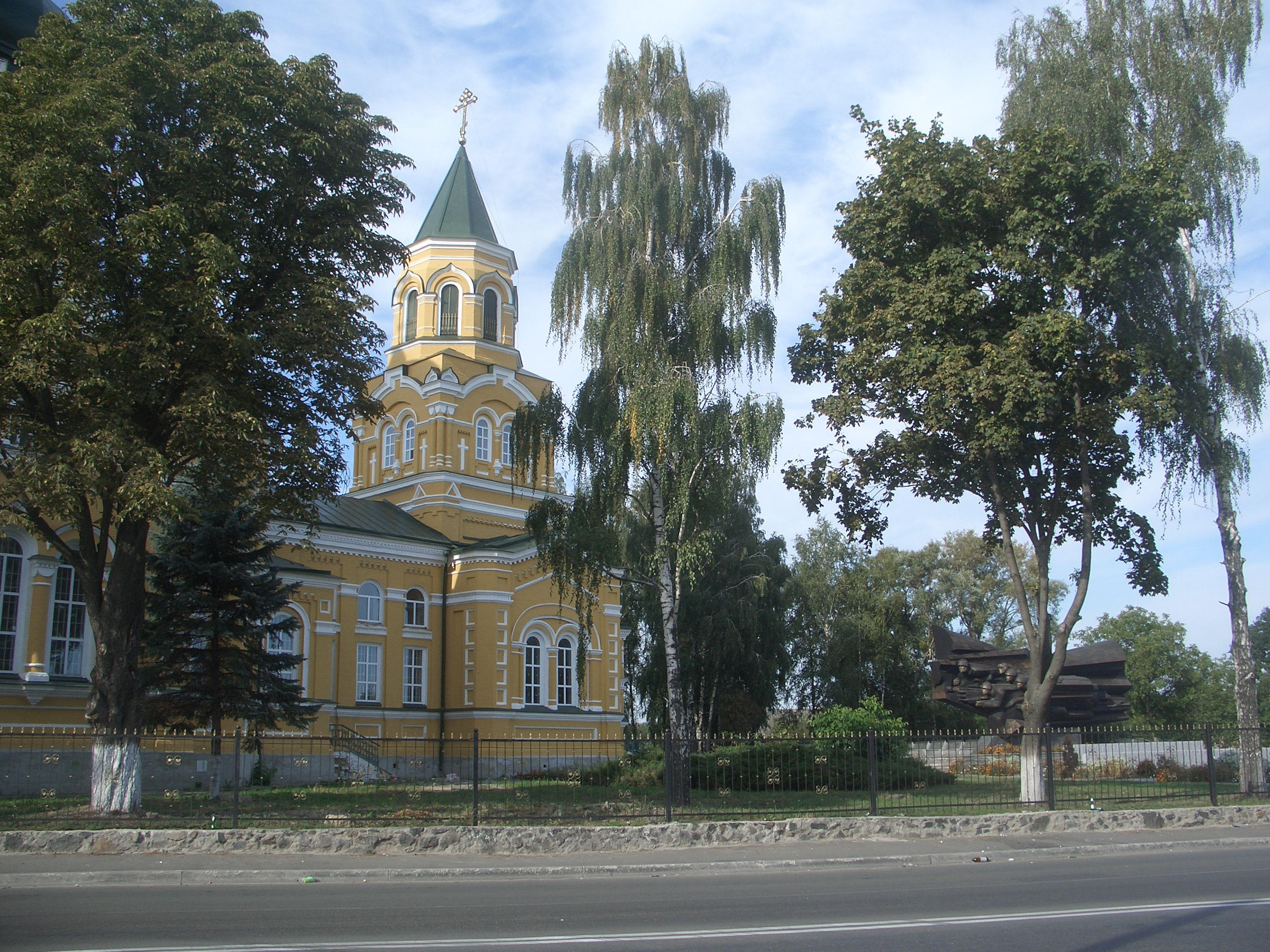
Kirche in Nowi Petriwzi

In Nowi Petriwzi befinden sich das Freilichtmuseum Hof Sawky und ein 13 ha großes Schulungszentrum der Nationalgarde.

## Geographie
Das Dorf befindet sich im Rajon Wyschhorod am westlichen Ufer des zum Kiewer Meer angestauten Dnepr. Im Norden grenzt das Dorf an Stari Petriwzi. Die Hauptstadt Kiew liegt 25 km und das Rajonzentrum Wyschhorod 6 km südlich von Nowi Petriwzi. Der Ort Walki wurde 1972 mit Nowi Petriwzi verschmolzen.

## Geschichte
Im 11. Jahrhundert wird der Ort erstmalig erwähnt i Zusammenhang mit dem Mezhyhirya-Kloster. 1240 wird Petriwzi durch mongolisch-tatarische Horden unter der Führung von Batu Khan zerstört. Ab dem Jahr 1622 verbessern sich die Lebensverhältnisse durch die Saporoger Kosaken, die das Kloster Meschyhirja zu ihrem Kosakenkloster machen. 1798 wird eine Keramikfabrik (Fayence) das Leben erträglicher, ein Arbeitstag von bis zu 13 Stunden war normal. 1864 wurde die Keramikfabrik geschlossen. 1902–1910 wird die Kirche des Heiligen Schutzes (Kirche des heiligen Georg) auf Initiative des Priesters Kukulewksi, 1917 eine Ziegelei erbaut.
Ab Ende September 1943 entflammen heftige Kämpfe um den Brückenkopf von Ljutesch im Norden Stari Petriwzi und Huta-Meschyhirska. Am 17. Oktober fällt Stari Petriwzi und am 3. November Novo Petriwzi an die Rote Armee.
Bei der Aufstauung des Dnjeprs werden die Dörfer Chernena, Svaromlia, Starosillia überflutet, die Einwohner nach Novi Petriwzi umgesiedelt.
Im Verlauf des Angriffskrieges, mit dem die Russische Föderation den souveränen Nachbarstaat Ukraine am 24. Februar 2022 überfiel (Russischer Überfall auf die Ukraine 2022), verließen viele Frauen und Kinder das Dorf, um in Polen und Deutschland eine vorübergehende Bleibe zu finden, während ihre Männer zur Landesverteidigung in ihrer Heimat verblieben sind. Durch Raketenbeschuss wurde das Feuerwehrhaus und ein Kindergarten getroffen und beschädigt.

## Verwaltungsgliederung
Am 12. Juni 2020 wurde das Dorf zum Zentrum der neugegründeten Landgemeinde Petriwzi (Петрівська сільська громада/Petriwska silska hromada). Zu dieser zählen die 3 in der untenstehenden Tabelle aufgelisteten Dörfer, bis dahin bildete es die gleichnamige Landratsgemeinde Nowi Petriwzi (Новопетрівська сільська рада/Nowopetriwska silska rada) im Süden des Rajons Wyschhorod.
Folgende Orte sind neben dem Hauptort Nowi Petriwzi Teil der Gemeinde:
| Name                     | Name             | Name                                   |
| ukrainisch transkribiert | ukrainisch       | russisch                               |
| ------------------------ | ---------------- | -------------------------------------- |
| Huta-Meschyhirska        | Гута-Межигірська | Гута-Межигорская (Guta-Meschigorskaja) |
| Ljutisch                 | Лютіж            | Лютеж (Ljutesch)                       |
| Stari Petriwzi           | Старі Петрівці   | Старые Петровцы (Staryje Petrowzy)     |

## Denkmäler des Großen Vaterländischen Krieges
2007 schuf ein Künstler einen Gedenkstein auf dem Hügel 98, zwischen Huta-Meschyhirska und Stari Petriwzi, zum Andenken an die Gefallenen. Mit der Aufstauung des Dnjepr 1960, wurden Teile des Hügels weggespült, dabei wurden Leichname freigelegt. Des Weiteren gibt es Erinnerungsmonument für die Helden des Ljutisch Brückenkopfes, dass im Oktober 1983 in der Nähe der Schule Nr. 2 gebaut wurde. Einer der Redner bei der Gedenkfeier war Kyrill Moskalenko. Unweit davon befindet sich ein Gedenkstein zu Ehren der Divisionen der 38. Armee Moskalenko`s: 180. Schützendivision, 136. Infanteriedivision, 240. Infanteriedivision und 20. Panzerbrigade. Zum 50. Jahrestag der Befreiung wird das Museum 'Schlacht um Kiew im Jahre 1943' durch den damaligen Ukrainischen Präsidenten Leonid Krawtschuk eröffnet. Angrenzend davon ist ein Reservat, in dem Kampfspuren des Krieges erhalten sind.
Im Süden von Nowi Petriwzi befand sich das 1936 abgerissene Kloster Meschyhirja, auf dessen Gelände sich später das Gästehaus des ukrainischen Staates und daraufhin das private Anwesen Meschyhirja des ehemaligen ukrainischen Präsidenten Wiktor Janukowytsch befand, das nach dessen Sturz wieder in Staatseigentum überging.

## Persönlichkeiten
- Sergii Starenkyi (* 1984), Fußballspieler von Desna Tschernihiw, FK Oleksandrija, FK Lwiw und Arsenal Kiew[5]